# Étueffont
Étueffont (deutsch früher Staufen) ist eine französische Gemeinde im Département Territoire de Belfort in der Region Bourgogne-Franche-Comté. Die Gemeinde entstand im Jahr 1973 durch Fusion von Étueffont-Haut (ehemals Oberstaufen) und Étueffont-Bas (ehemals Unterstaufen).

## Geografie
Étueffont liegt auf 450 m Meereshöhe, etwa elf Kilometer nordnordöstlich der Stadt Belfort (Luftlinie). Das Dorf erstreckt sich in hügeligem Gebiet im südlichen Vorland der Vogesen beidseits des Flusslaufs der Madeleine zwischen den Hügeln der Forêt de Roppe im Süden und dem Baerenkopf im Norden. Es liegt im Regionalen Naturpark Ballons des Vosges.
Die Fläche des 12,53 km² großen Gemeindegebiets umfasst einen Abschnitt im Bereich des Vogesenvorlands. Der zentrale Teil des Gebiets wird in Nord-Süd-Richtung vom Tal der Madeleine durchquert. Diese tritt beim Dorf aus den Vogesen in den Talkessel von Étueffont aus. Weiter im Süden weitet sich das Tal zu einer rund zwei Kilometer breiten Ebene. Die Madeleine erhält von mehreren kurzen Seitenbächen, die mit ihren Tälern das Relief stark gliedern, weiteren Zufluss. In Muldenlagen, insbesondere in einem Tal westlich von Étueffont-Bas, befinden sich zahlreiche Weiher, die einst für die Fischzucht angelegt wurden. Nach Süden reicht der Gemeindeboden im hügeligen Vogesenvorland bis in das Quellgebiet der Autruche am Rand der Forêt de Roppe.
Nördlich des Talkessels von Étueffont steigt das Gelände rasch an zu den dicht bewaldeten Höhen beidseits des Madeleine-Tals. Auf seiner Ostseite wird das Tal von der Tête le Moine (790 m), auf der Westseite vom Fayé flankiert. Auf dem Letztgenannten wird mit 915 m die höchste Erhebung von Étueffont erreicht. Diese beiden Höhen gehören zu den nach Süden ausgreifenden Hügelketten des Baerenkopfs.
Die Gemeinde Étueffont besteht aus den Ortsteilen Étueffont-Haut (450 m) in einem Talkessel der Madeleine am Vogesenfuß und Étueffont-Bas (421 m) in der Talebene der Madeleine sowie einigen Gehöften. Nachbargemeinden von Étueffont sind Lamadeleine-Val-des-Anges im Norden, Rougemont-le-Château im Osten, Anjoutey im Süden sowie Grosmagny und Petitmagny im Westen.

## Geschichte
Erstmals urkundlich erwähnt wird Étueffont im Jahr 1188 in einer Bulle des Papstes Clemens III als Estophum. Es gehörte zur Herrschaft Rosemont und war Hauptort einer Meierei, welche auch die umliegenden Dörfer am Oberlauf der Madeleine umfasste. Mitte des 14. Jahrhunderts gelangte Étueffont unter die Oberhoheit der Habsburger. Zusammen mit dem Sundgau kam das Dorf mit dem Westfälischen Frieden 1648 an die französische Krone. Seit 1793 gehörte es zum Département Haut-Rhin, verblieb jedoch 1871 als Teil des Territoire de Belfort im Gegensatz zum restlichen Elsass bei Frankreich.
Schon im ausgehenden Mittelalter siedelte sich in Étueffont metallverarbeitendes Gewerbe an, wobei Schmieden, der Bergbau auf Blei wie auch die Herstellung von Holzkohle von Bedeutung waren. Im Lauf des 19. Jahrhunderts kamen Webereien und um 1890 eine Spinnerei hinzu. Im Herbst 1913 wurde Étueffont durch eine Schmalspurbahnlinie, die über Les Errues nach Belfort führte, an das französische Eisenbahnnetz angebunden. Nach dem Zweiten Weltkrieg wurde der Betrieb jedoch eingestellt. Bis zur Fusion im Jahr 1973 bildeten Étueffont-Haut und Étueffont-Bas zwei selbständige Gemeinden, deren Siedlungsgebiet heute jedoch beinahe lückenlos zusammengewachsen ist. 1984 wechselte die Gemeinde vom Kanton Giromagny in den Kanton Rougemont-le-Château (bis 2015). Heute ist Étueffont Verwaltungssitz des 14 Gemeinden umfassenden Gemeindeverbandes Communauté de communes du Pays Sous Vosgien.

## Sehenswürdigkeiten
Die Kirche Saint-Valbert wurde zu Beginn des 18. Jahrhunderts neu erbaut. Aus dem 19. Jahrhundert stammt die Chapelle du Mont Bonnet auf einem Hügel östlich des Dorfs. In einem Haus, das um 1840 erbaut wurde, befindet sich das Forge-Musée. In diesem Museum wird dem Besucher der Beruf des Schmieds im 19. Jahrhundert näher gebracht.
Siehe auch: Liste der Monuments historiques in Étueffont

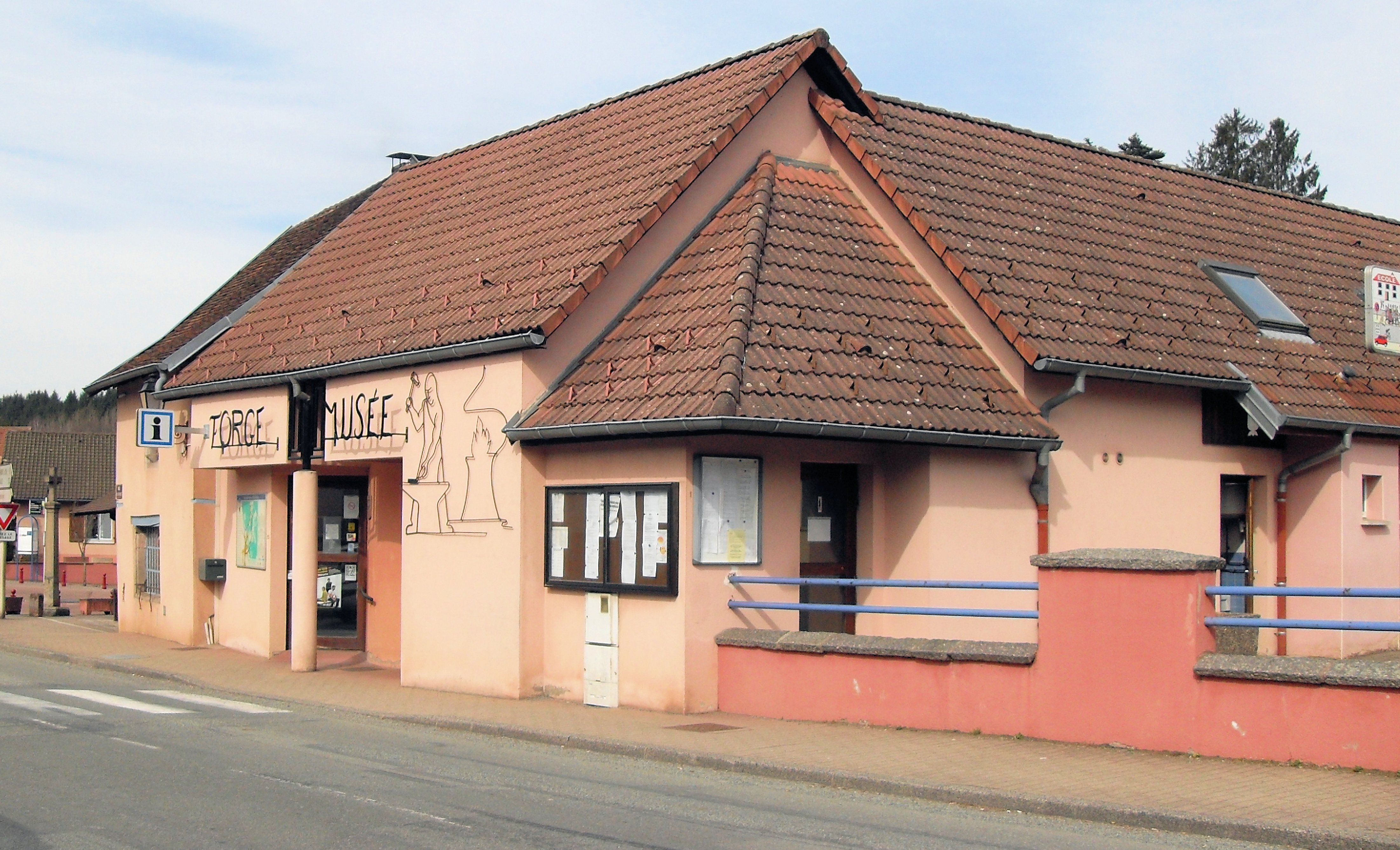
Schmiedemuseum
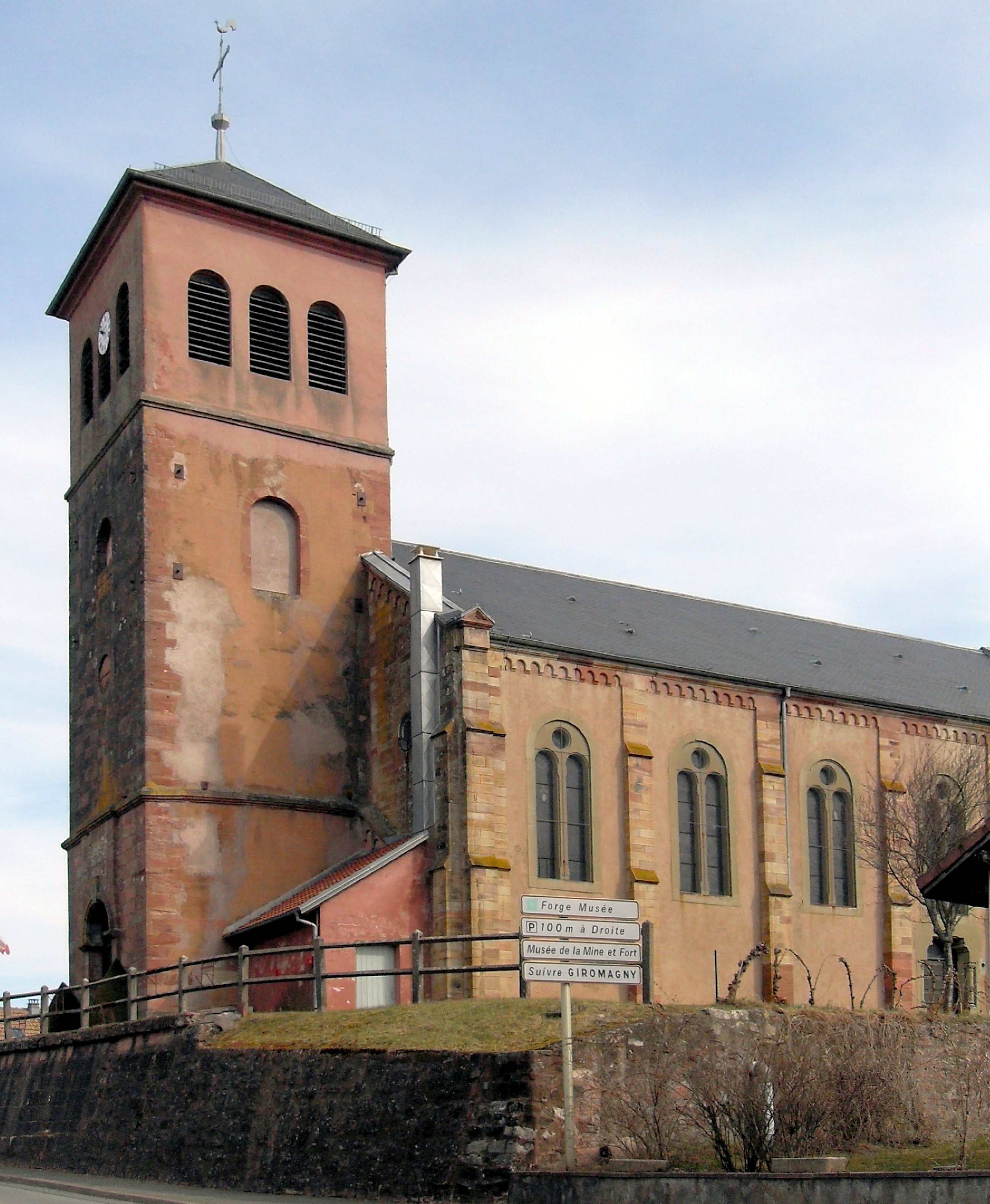
Kirche Saint-Valbert
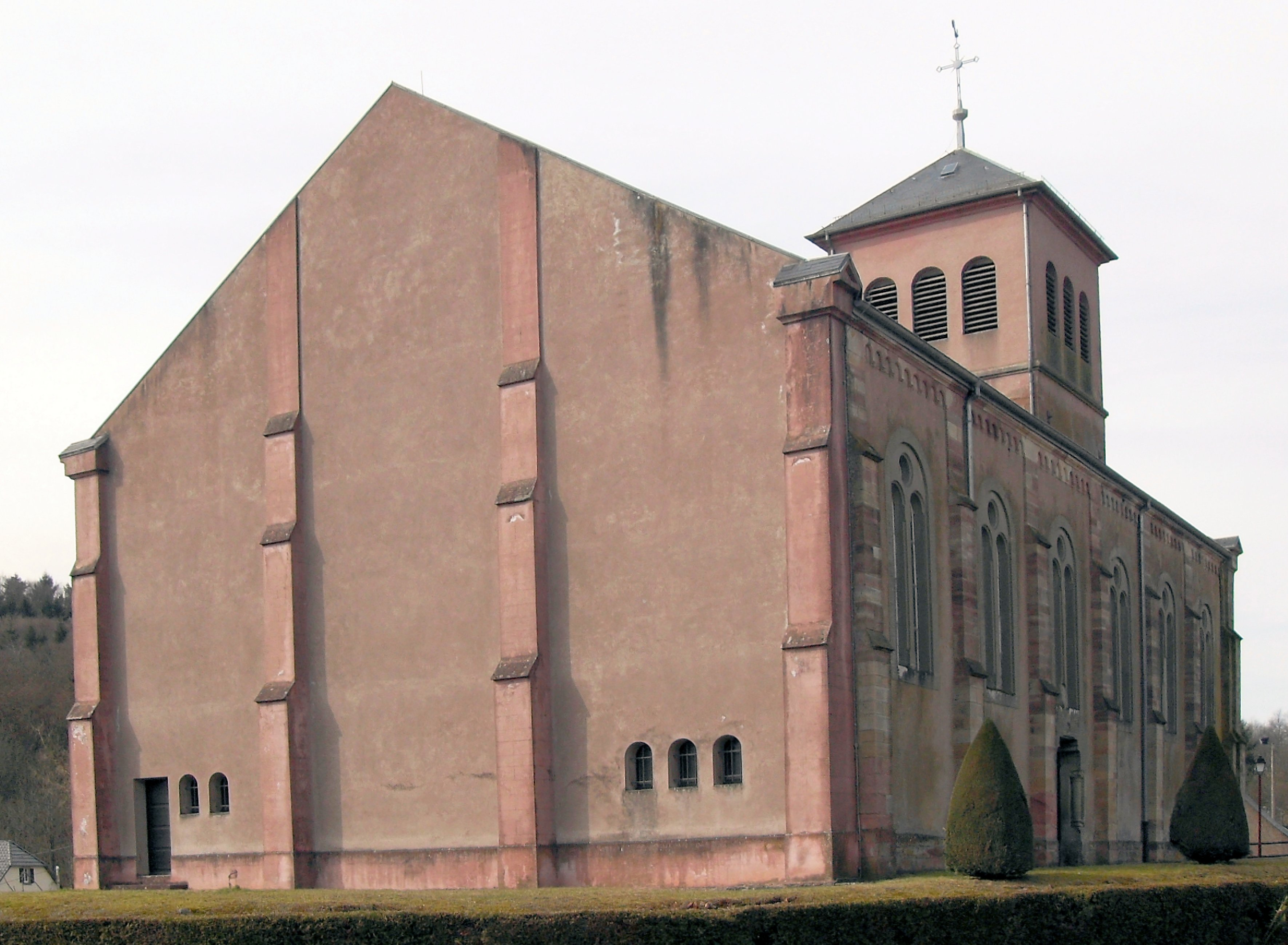
Kirche Saint-Valbert, Nordostseite

## Bevölkerung
Mit 1395 Einwohnern (1. Januar 2022) gehört Étueffont zu den kleineren Gemeinden des Département Territoire de Belfort. Nachdem die Einwohnerzahl in der ersten Hälfte des 20. Jahrhunderts deutlich abgenommen hatte (1901 wurden noch 1750 Personen gezählt), wurde seit Mitte der 1970er Jahre wieder ein kontinuierliches Bevölkerungswachstum verzeichnet.
| Bevölkerungsentwicklung | Bevölkerungsentwicklung | Bevölkerungsentwicklung | Bevölkerungsentwicklung | Bevölkerungsentwicklung | Bevölkerungsentwicklung | Bevölkerungsentwicklung | Bevölkerungsentwicklung |
| ----------------------- | ----------------------- | ----------------------- | ----------------------- | ----------------------- | ----------------------- | ----------------------- | ----------------------- |
| Jahr                    | 1962                    | 1968                    | 1975                    | 1982                    | 1990                    | 1999                    | 2010                    |
| Einwohner               | 1071                    | 968                     | 971                     | 1081                    | 1324                    | 1326                    | 1469                    |

## Wirtschaft und Infrastruktur
Étueffont war schon früh ein hauptsächlich durch Gewerbe und Industrie geprägtes Dorf. Heute gibt es verschiedene Betriebe des Klein- und Mittelgewerbes. Zu den wichtigen Branchen zählen dabei die Textilindustrie, die Holzverarbeitung und die Feinmechanik. Ferner sind in Étueffont viele Geschäfte des Einzelhandels für den täglichen Bedarf vorhanden. Mittlerweile hat sich das Dorf auch zu einer Wohngemeinde gewandelt. Viele Erwerbstätige sind deshalb Wegpendler, die in den Agglomerationen Belfort und Mülhausen ihrer Arbeit nachgehen. Étueffont verfügt über ein Institut für die Behandlung gelähmter Kinder und ist Standort einer Berufsschule.
Die Ortschaft ist verkehrstechnisch gut erschlossen. Sie liegt an einer Departementsstraße, die von Giromagny entlang dem Vogesenfuß nach Masevaux-Niederbruck führt. Der nächste Anschluss an die Autoroute A 36 befindet sich in einer Entfernung von ungefähr acht Kilometern. Weitere Straßenverbindungen bestehen mit Les Errues, Lamadeleine-Val-des-Anges und Saint-Nicolas. Mit der Stadt Belfort ist Étueffont durch eine Buslinie verbunden.